# Aniuar Geduev
Aniuar Geduev, né le 26 janvier 1987, est un lutteur libre de nationalité russe  et d’ethnie tcherkesse.

## Palmarès

### Championnats du monde
- Médaille de bronze en catégorie des moins de 74 kg en 2015

### Championnats d'Europe
- Médaille d'or en catégorie des moins de 74 kg en 2014
- Médaille d'or en catégorie des moins de 74 kg en 2013

### Jeux européens
- Médaille d'or en catégorie des moins de 74 kg en 2015